# Binter Canarias
Binter Canarias è una compagnia aerea regionale spagnola con sede nelle Isole Canarie.

## Storia
Binter Canarias è stata fondata nel 1989 da Iberia per rilevare i voli interni alle Isole Canarie fino ad allora svolti da Aviaco e Iberia stessa. Ha iniziato le operazioni la mattina del 26 marzo 1989, con una flotta composta da 4 CASA CN-235, operando un volo tra Tenerife-Nord e Gran Canaria. Nel 1990 Binter acquisì 6 ATR 72. Nel luglio 2002 tutte le azioni di Iberia, pari al 99,99% del totale, vennero cedute a Hesperia Inversiones Aéreas SA, una società fondata nello stesso anno da un gruppo di investitori delle Canarie allo scopo di rilevare Binter Canarias. Il 15 luglio 2003 Hesperia Inversiones Aéreas SA e Binter Canarias si sono fuse, mantenendo il nome e la sede della seconda.
Da giugno 2018 Binter Canarias opera voli tra Madeira e Porto Santo per conto del governo portoghese.

## Flotta

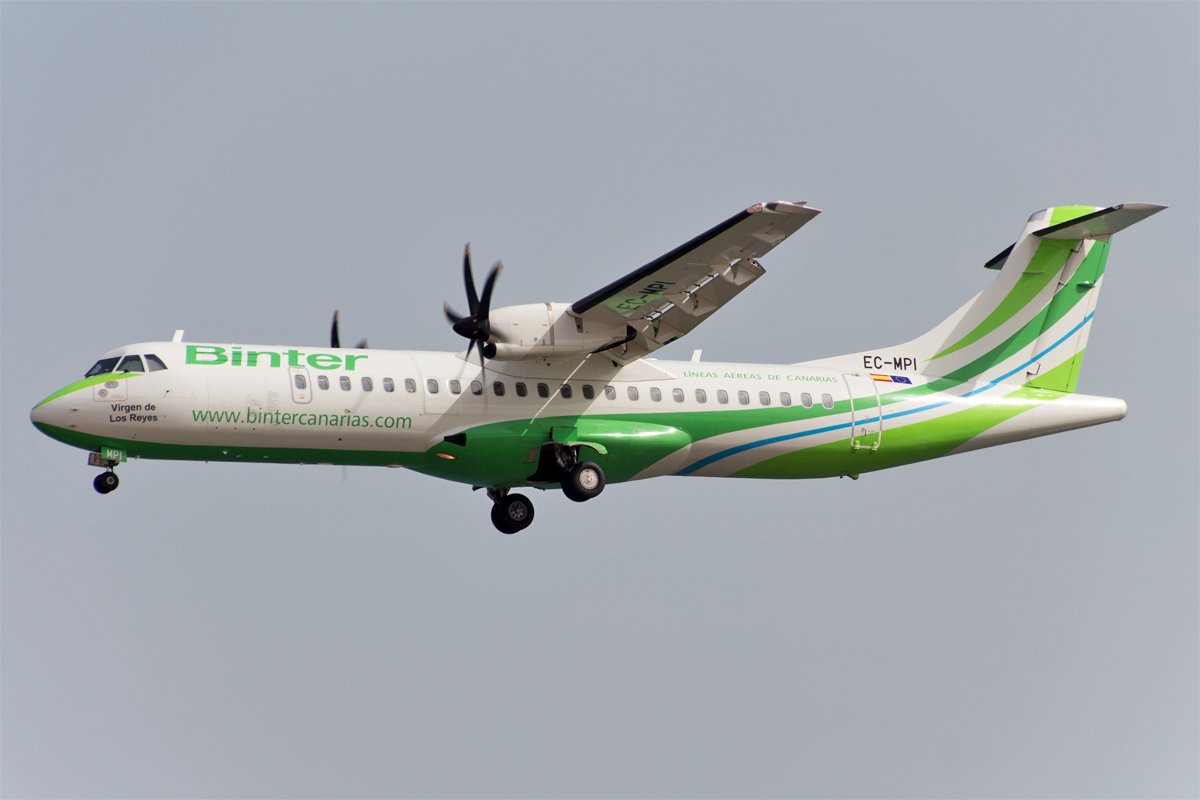
Un ATR 72-600.

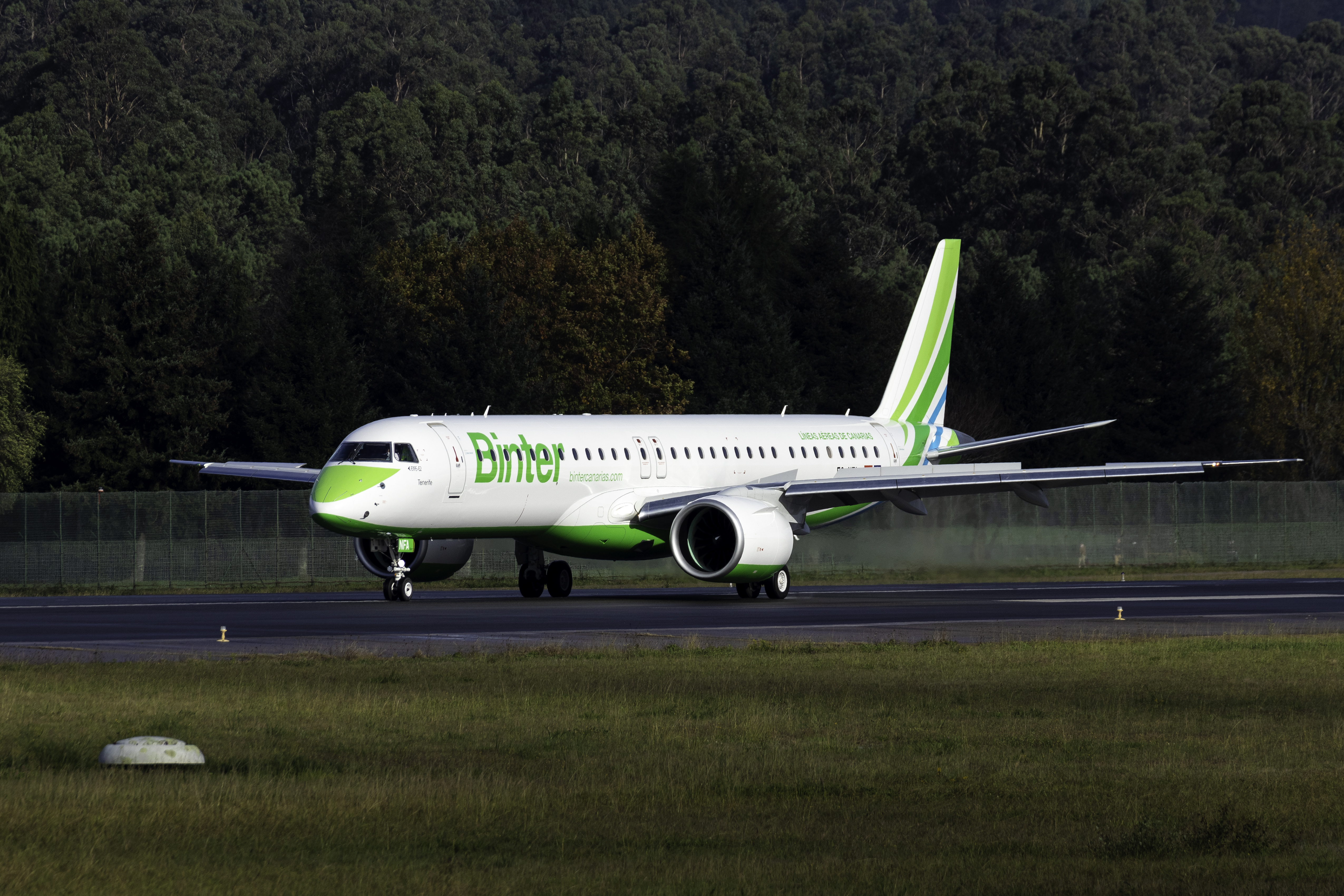
Un Embraer E195-E2 all'aeroporto di Vigo.

Ad aprile 2024 la flotta di Binter Canarias è così composta:

### Flotta storica
Nel corso degli anni, Binter Canarias ha operato con i seguenti aeromobili:

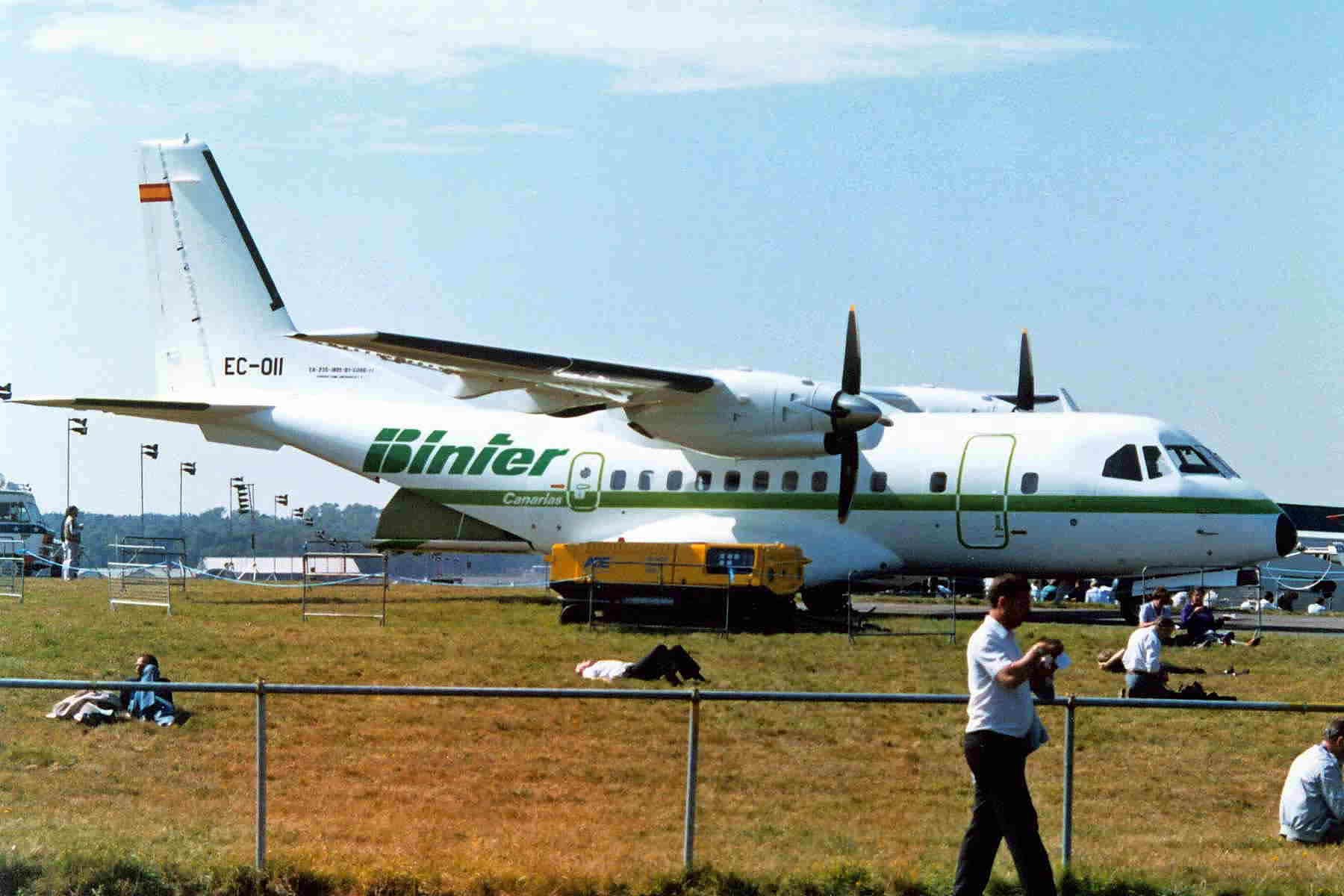
CASA CN-235
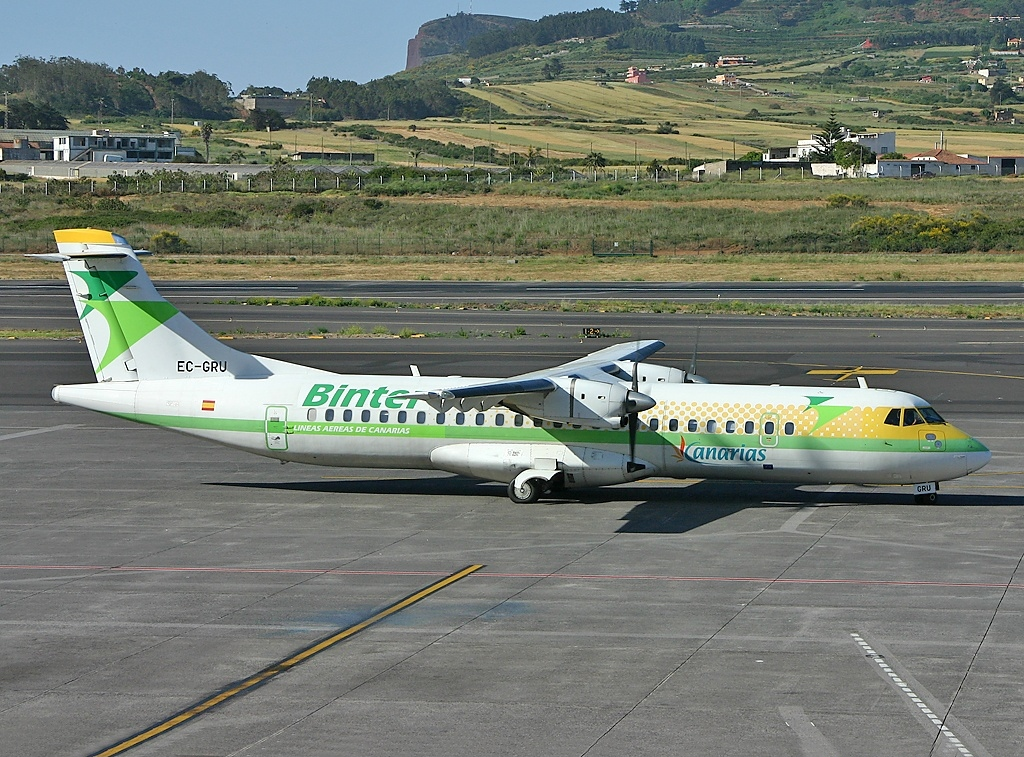
ATR 72-200
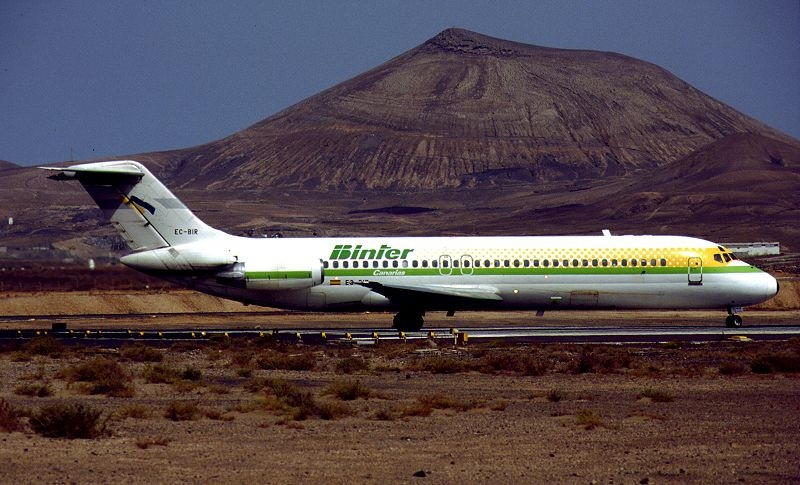
Douglas DC-9-30
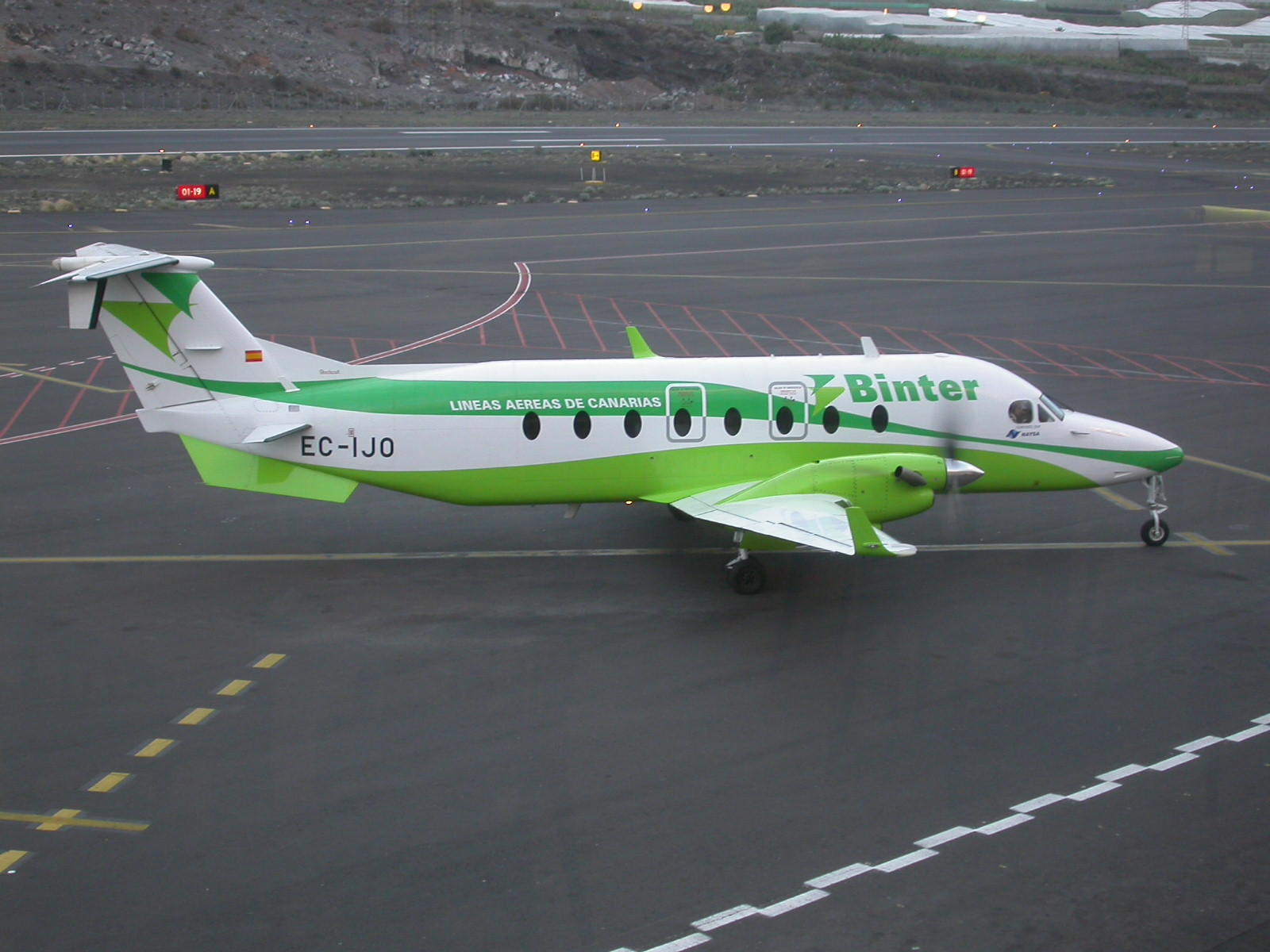
Beechcraft 1900
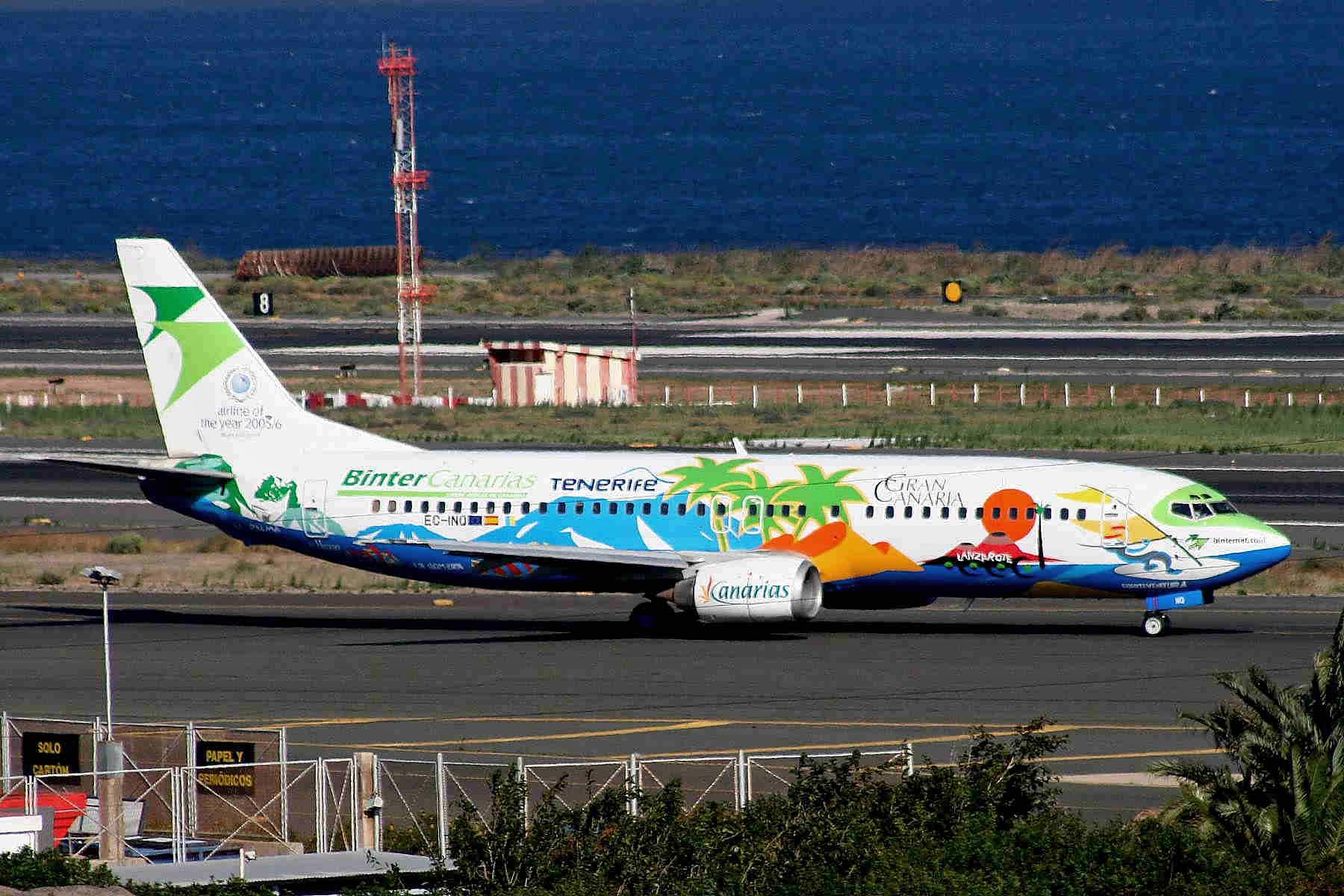
Boeing 737-400
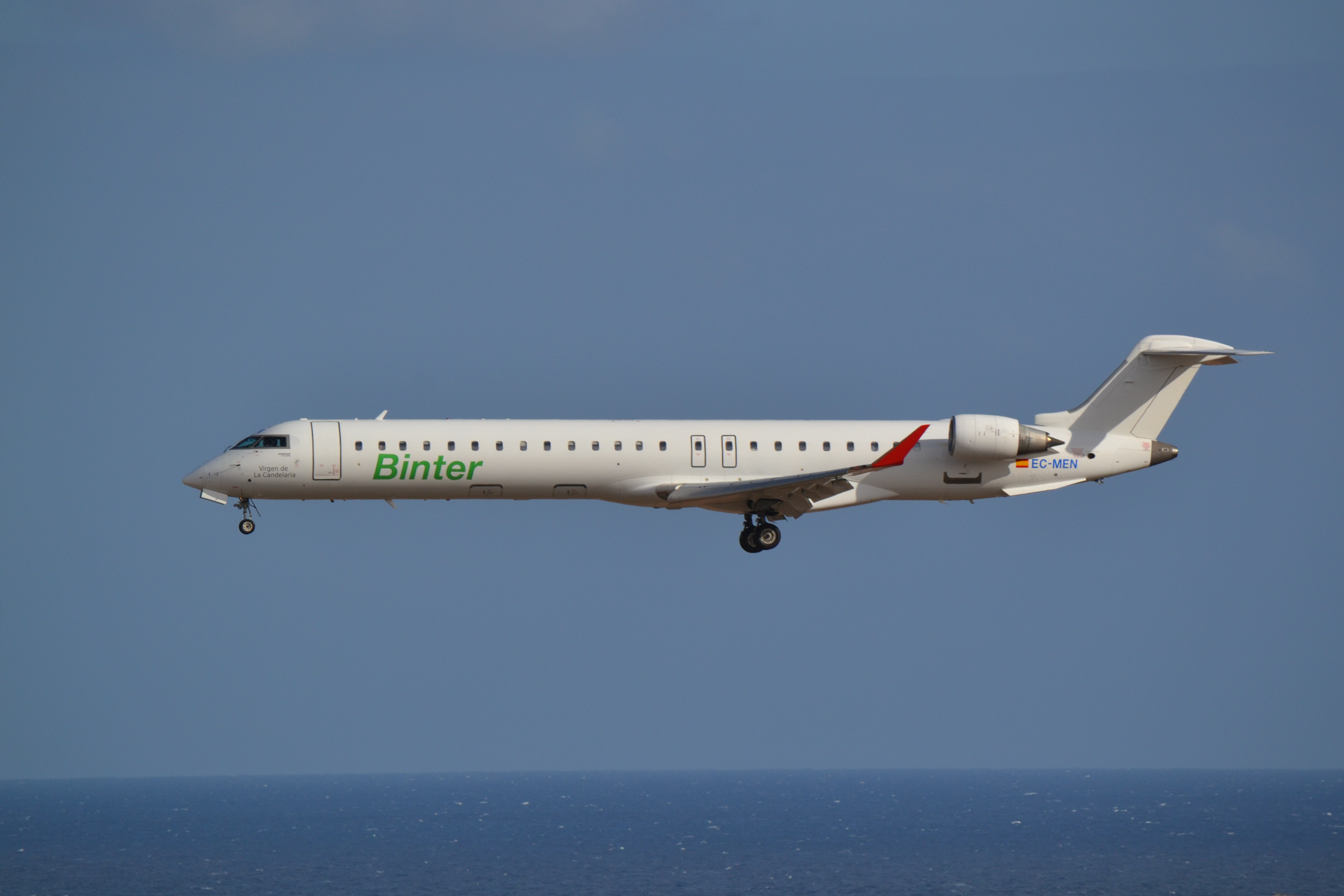
Bombardier CRJ-900
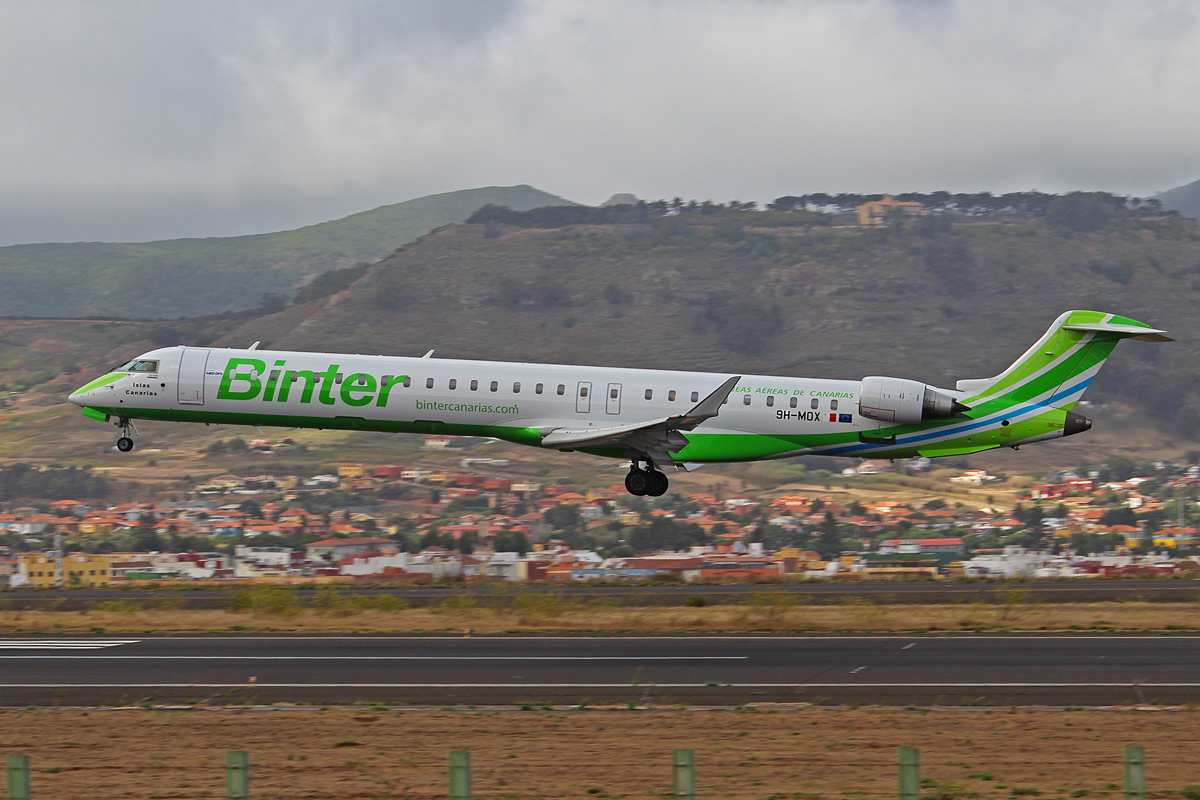
Bombardier CRJ-1000